# Псевдозрідження

Хімічний реактор для гетерогенних систем з псевдорозрідженим шаром

Псевдозрі́дження (рос. псевдоожижение, англ. fluidization, нім. Verwirbelung f, Pseudoverflüssigen n) — перехід сипкої маси подрібненого матеріалу до завислого стану у висхідному потоці повітря або газу, при якому система набуває окремих реологічних властивостей.
Перехід нерухомого шару у псевдозріджений відбувається при такій швидкості зріджувального агента (перша критична швидкість), що забезпечує рівновагу між силами ваги та зчеплення, з одного боку, і аеродинамічною силою течії з іншого. Псевдозріджений шар існує в діапазоні швидкостей, верхньою межею якого є швидкість (друга критична), при якій тверді частки починають виноситися з шару течією зріджувального агента. Залежно від швидкості течії псевдозріджуваний шар знаходиться в одному із зазначених станів: фільтрація, розпушення, «кипіння», режим винесення. Подібний розподіл є умовним, оскільки границя існування кожного стану залежить від розмірів, форми та густини твердих часток, а також від властивостей зріджувального агента.
Явище псевдорозрідження використовується в апаратах з киплячим шаром (для класифікації, сушіння, збагачення в аеросуспензії).